# Kopanice (Orašje)
Kopanice ist ein Ort in der Gemeinde Orašje im Kanton Posavina in Bosnien und Herzegowina. Der Ort befindet sich unweit der Save, die hier die Grenze zu Kroatien bildet. Die meisten Dorfbewohner leben heute in Österreich und in der Schweiz.

## Bosnienkrieg
Im Bosnienkrieg 1992 wurde auch Kopanice schwer getroffen. Die serbische Bevölkerung verließ das Dorf, da sie wussten, dass die Armee der Republika Srpska einen Angriff plante. Diese nahm Kopanice und Vidovice zu Ostern 1992 ein und vertrieb alle katholische Familien. Die katholische Kirche wurde geplündert und beschädigt.  Das Dorf wurde vermint und großflächig beschädigt, konnte jedoch binnen fünf Jahren größtenteils wieder aufgebaut werden. Im Oktober 1992 eroberte die 106. Brigade des HVO Kopanice und den Nachbarort Vidovice.